# 阿尔弗雷德·阿西凯宁
阿尔弗雷德·阿西凯宁（芬蘭語：Alfred Asikainen，1888年11月2日—1942年1月7日），芬兰男子摔跤运动员。他曾代表芬兰参加1912年夏季奥林匹克运动会摔跤比赛，获得男子古典式中量级铜牌。